# Sphaeriidae
Sphaeriidae zijn een familie van tweekleppigen uit de superorde Imparidentia.

## Geslachten
- Afropisidium Kuiper, 1962
- Euglesa Jenyns, 1832
- Musculium Link, 1807
- Odhneripisidium Kuiper, 1962
- Pisidium C. Pfeiffer, 1821
- Sphaerium Scopoli, 1777